# パリ〜ニース2006
パリ〜ニース2006は、パリ〜ニースの64回目のレース。2006年3月5日から12日まで行われた。

## 日程
| 区間 | 月日 | スタート － ゴール                         | km    | 区間1位                  | 区間2位                  | 区間3位                      | 総合1位              |
| ---- | ---- | ------------------------------------------ | ----- | ------------------------ | ------------------------ | ---------------------------- | -------------------- |
| Pro. | 3/5  | イシー＝レ＝ムリノー（個人TT）             | 4.8   | ボビー・ジュリック       | アンドレイ・カシェチキン | ブラッドリー・マギー         | ボビー・ジュリック   |
| 1    | 3/6  | ヴィユマンドゥール － サンタマン・モンロン | 193.0 | トム・ボーネン           | アラン・デイヴィス       | フランシスコ・ベントソ       | トム・ボーネン       |
| 2    | 3/7  | セリイ － ベルヴィル                       | 200.0 | トム・ボーネン           | アラン・デイヴィス       | ダニーロ・ナポリターノ       | トム・ボーネン       |
| 3    | 3/8  | ジュリエナ － サン＝テティエンヌ           | 168.5 | パチィ・ビラ             | フロイド・ランディス     | サムエル・サンチェス         | フロイド・ランディス |
| 4    | 3/9  | サン＝テティエンヌ － ラストー             | 193.0 | トム・ボーネン           | アラン・デイヴィス       | シュテファン・シューマッハー | フロイド・ランディス |
| 5    | 3/10 | アヴィニョン － ディーニュ＝レ＝バン       | 201.5 | ホアキン・ロドリゲス     | ヨースト・ポストヒュマ   | ジェローム・ピノー           | フロイド・ランディス |
| 6    | 3/11 | ディーニュ＝レ＝バン － カンヌ             | 179.0 | アンドレイ・カシェチキン | シルヴァン・シャヴァネル | サンディ・カザール           | フロイド・ランディス |
| 7    | 3/12 | ニース                                     | 119.0 | マルクス・ツベルク       | エフゲニー・ペトロフ     | アルベルト・コンタドール     | フロイド・ランディス |

## 総合成績
|    | 選手名                   | チーム                       | 時間           |
| -- | ------------------------ | ---------------------------- | -------------- |
| 1  | フロイド・ランディス     | フォナック                   | 31時間54分41秒 |
| 2  | パチィ・ビラ             | ランプレ・フォンディタル     | + 9秒          |
| 3  | アントニオ・コロム       | ケス・デパーニュ             | + 1分05秒      |
| 4  | サムエル・サンチェス     | エウスカルテル・エウスカディ | + 1分13秒      |
| 5  | フランク・シュレク       | チームCSC                    | + 1分13秒      |
| 6  | ジョゼ・アゼヴェド       | ディスカバリーチャンネル     | + 1分35秒      |
| 7  | エリック・デッケル       | ラボバンク                   | + 1分38秒      |
| 8  | ピエトロ・カウッキオーリ | クレディ・アグリコル         | + 1分39秒      |
| 9  | ホセ・ルイス・ルビエラ   | ディスカバリーチャンネル     | + 1分40秒      |
| 10 | クリス・ホーナー         | プレディクトール・ロット     | + 1分43秒      |

- 山岳賞 - ダヴィ・モンクティエ
- ポイント賞 - サムエル・サンチェス
- 新人賞 - ルイス・レオン・サンチェス